# Vermutung von Schanuel
Die Vermutung von Schanuel ist eine bis heute unbewiesene mathematische Aussage über die Transzendenzgrade bestimmter Körpererweiterungen des Körpers {\displaystyle \mathbb {Q} } der rationalen Zahlen. Diese Vermutung gehört also in den Bereich der Transzendenzuntersuchungen der Algebra und der algebraischen Zahlentheorie. Sie wurde in den 1960er Jahren von Stephen Schanuel formuliert, nach dem sie auch benannt ist.

## Die Vermutung
Sei {\displaystyle \lbrace z_{1},z_{2},\ldots ,z_{n}\rbrace \subset \mathbb {C} } eine Menge von {\displaystyle n} komplexen Zahlen, die über {\displaystyle \mathbb {Q} } linear unabhängig sind.
Dann hat der Erweiterungskörper {\displaystyle T:=\mathbb {Q} \left(z_{1},z_{2},\ldots z_{n},e^{z_{1}},e^{z_{2}},\ldots ,e^{z_{n}}\right)} über {\displaystyle \mathbb {Q} } mindestens den Transzendenzgrad {\displaystyle n}.
Die Vermutung ist bis heute (Januar 2024) unbewiesen.

## Folgerungen
Die Vermutung von Schanuel umfasst die meisten bekannten und bewiesenen Sätze und einige bekannte Vermutungen über die Transzendenz von Zahlen als Spezialfall.
- Der Satz von Lindemann-Weierstraß entsteht in dem Spezialfall, dass die Menge {\displaystyle \lbrace z_{1},z_{2},\ldots ,z_{n}\rbrace \subset \mathbb {C} } nur aus algebraischen Zahlen besteht. Dann ist der Transzendenzgrad von {\displaystyle T} genau {\displaystyle n}.
- Wählt man andererseits diese {\displaystyle n} Zahlen so, dass {\displaystyle \lbrace e^{z_{1}},e^{z_{2}},\ldots ,e^{z_{n}}\rbrace \subset \mathbb {C} } eine Menge von {\displaystyle n} algebraischen und {\displaystyle \mathbb {Q} }-linear-unabhängigen Zahlen ist, dann ergibt sich eine (bisher unbewiesene) Verallgemeinerung eines Satzes von Alan Baker.[2]
  - Aus dieser stärkeren Fassung des Satzes von Baker würde der (in den 1930er Jahren bewiesene) Satz von Gelfond-Schneider folgen.
- Die Vermutung von Schanuel würde auch zeigen, dass Kombinationen wie {\displaystyle e+\pi ,e^{e},\pi ^{\pi }} transzendent sind und dass {\displaystyle \lbrace e,\pi \rbrace } algebraisch unabhängig ist.
- Aus der eulerschen Formel folgt, dass {\displaystyle e^{i\pi }+1=0} gilt. Sollte die Vermutung von Schanuel zutreffen, dann wäre dies in einem präzisierbaren Sinn im Wesentlichen die einzige Relation dieser Art zwischen den Zahlen {\displaystyle e,\pi ,i} über den ganzen Zahlen.[3]
  - Angus Macintyre zeigte bereits 1991, dass aus der Vermutung von Schanuel folgt, dass es keine solchen „unerwarteten“ exponentiell-algebraischen Relationen über den ganzen Zahlen gibt.[4]

## Umkehrung der Vermutung
Als Umkehrung der Vermutung von Schanuel wird die folgende Aussage bezeichnet:
Sei {\displaystyle L} ein abzählbarer Körper mit der Charakteristik 0, {\displaystyle \epsilon \colon (L,+)\to (L^{*},\cdot )} ein Gruppenhomomorphismus, dessen Kern eine zyklische Gruppe ist.
Es gelte außerdem, dass für {\displaystyle n} über {\displaystyle \mathbb {Q} } linear unabhängige Elemente {\displaystyle z_{1},z_{2},\ldots ,z_{n}\in L} der Erweiterungskörper {\displaystyle T:=\mathbb {Q} \left(z_{1},z_{2},\ldots ,z_{n},\epsilon (z_{1}),\epsilon (z_{2}),\ldots ,\epsilon (z_{n})\right)} stets höchstens den Transzendenzgrad {\displaystyle n} über {\displaystyle \mathbb {Q} } hat. Dann gibt es einen Körperautomorphismus {\displaystyle h\colon L\to \mathbb {C} } so, dass {\displaystyle h(\epsilon (z))=e^{h(z)}} für alle {\displaystyle z\in L} gilt.

## Sonstiges
Die ebenfalls von Schanuel stammende Version der Vermutung für formale Potenzreihen wurde 1971 von James Ax bewiesen: Gegeben seien {\displaystyle n} formale Potenzreihen {\displaystyle f_{i}\in \mathbb {C} (t)} ({\displaystyle i=1,\cdots ,n}) in der komplexen Variablen {\displaystyle t}, die linear unabhängig über {\displaystyle \mathbb {Q} } sind, dann hat die Körpererweiterung {\displaystyle \mathbb {C} (t,f_{1},\cdots ,f_{n},\exp {f_{1}},\cdots ,\exp {f_{n}})} mindestens den Transzendenzgrad {\displaystyle n}.
Die Vermutung hat Auswirkungen in der Modelltheorie. Alfred Tarski zeigte, dass die Theorie reeller Zahlen ohne Exponentiation entscheidbar ist und fragte nach der Entscheidbarkeit der Theorie reeller Zahlen mit Exponentiation (Exponentialfunktionsproblem von Tarski). Alex Wilkie und Angus Mcintyre zeigten, dass die Theorie des reellen Zahlkörpers mit Exponentiation entscheidbar ist, falls die Vermutung von Schanuel wahr ist (wobei die über den reellen Zahlen formulierte Version der Vermutung ausreicht). Eine weitere Anwendung in der Modelltheorie ist die Theorie der Pseudoexponentiation von Boris Zilber.